# ファミコンロッキー
『ファミコンロッキー』は、あさいもとゆきによる日本の漫画作品。小学館発行の漫画雑誌『月刊コロコロコミック』で1985年3月号から1987年9月号まで連載され、また、同じく小学館発行の『小学五年生』においても1985年10月号から1987年まで連載された。

## 概要
主人公の轟勇気が独自に編み出したゲーム拳の数々を駆使して、強豪ゲームプレイヤーたちとファミコン勝負を繰り広げるという内容の作品。町内会レベルの大会から世界的陰謀を企む秘密結社との勝負に至るまで、様々な勝負が繰り広げられる。
『小学五年生』連載版においても、同じく轟勇気がファミコンで幾多の相手と対戦するという内容で描かれていたが、対戦相手は『コロコロコミック』連載版とは違う人物であり、また、勝負に用いるゲームも『コロコロコミック』版とは異なっていた。『スーパーマリオブラザーズ』など一部のゲームが重複して登場することもあったが、物語の内容は別物になっている。『別冊コロコロコミック』では同誌で同じく連載中だった大林かおるの『ラジコンボーイ』との合作も行われ、当時の二大ホビーであるファミコン・ラジコンの人気の高さを証明していた。このエピソードはてんとう虫コミックス『ヒーロースペシャル』に収録されている。
あさいが担当に聞いた所によると、この連載は当初すがやみつるの所に来た話だったが多忙のため断り、すがやのアシスタントだったあさいの元に来た話だという。
単行本はてんとう虫コミックス版で全8巻、2001年に朝日ソノラマから全2巻で刊行。後者はほとんど前者を復刻しただけの内容であったため、過去の単行本未収録分もそのままであったが、2009年にコミックパークのコロコロコミックアーカイブズから、未収録回を追加した全9巻が復刊された。未収録回は第9巻にまとめられており、その中には『小学五年生』連載版の一部も収録されている。なお朝日ソノラマ版については、2016年現在マンガ図書館Zにてウェブ上で無償公開されている（外部リンク節参照）。
1986年に公開されたアニメ映画『RUNNING BOY スター・ソルジャーの秘密』（同時上映は『GAME KING 高橋名人VS毛利名人 激突!大決戦』）の中で劇中劇としてアニメ化されている。
連載終了後、翌1988年より『小学五年生』で続編作品『ゲームボーイロッキー』の連載が開始。こちらは対決ものではなく、実際のゲーム内で使える攻略テクニックを紹介するという作品であった。また、ブレイン・ストーム『コードフリークAR』においても続編作品『アクションロッキー』が執筆されている。
その他の関連作品として、当作品の連載終了後に『コロコロコミック』誌上で連載された『スケボーロッキー』がある。ただし、主題がゲームではないため純粋な続編ではなく、轟勇気の従兄弟である轟飛之介を主人公に設定の一部を引き継いだ外伝的作品となっている。
2014年には轟勇気の息子・勇をメインにした『大人のファミコンロッキー』を発表。
2017年には『コロコロアニキ』で、多人数参加型オンラインゲーム『World of Tanks』を題材とした『ファミコンロッキー 挑戦! WOTの巻』が掲載される。
2020年3月、渚の妖精ぎばさちゃんとのコラボとして「ゼビウス魔の二千機攻撃」がAndroidアプリとしてリリース。カタログIPオープン化プロジェクトを利用してゼビウスのキャラクターを使用している。ファミコンロッキー第2話の「ゼビウス 魔の二千機攻撃」を再現したゲーム。

## エピソード
架空の裏技
作中では連載当時実際に発売されていた様々なファミコンソフトが登場するが、当時の「裏技」ブームもあり、実際の製品では出現させることができないアイテムや起こり得ない現象がゲームプレイ中に現れ、そのまま勝負の決め手になるという展開が見られた。そのため、比較的低年齢層の読者の中にはそれを信じ込む者も少なくなかった。『スパルタンX』で助けるはずのシルビアが24周目で襲うというシーンが有名。当時の漫画は派手な演出が基本だったが、実在する裏技だけでは地味にならざるを得ないため、編集部の意向でこうした虚偽の裏技が登場したものの、著者のあさい自身、嘘を描くことには抵抗を感じていたという。連載後半はこう言った架空の裏技は控えめになり、過酷な状況や敵の卑劣な妨害、負傷によるハンデをゲーム拳や機転で突破する流れが多くなっていった。
また、ファミコン名人である毛利名人も、隠れキャラクターの登場がゲームの奥行きと見なされる当時の風潮を認めつつも、本作で登場する隠れキャラクターが架空のものであることに対しては苦笑していたという。こうした展開による影響として、連載当時に毛利名人がイベントで『スターフォース』のデモを行なったときには拍手も少なく、その理由として小学校低学年の子供たちから「（後述する本作で）ゲーム内に登場する（架空の現象である）999万点ボーナスが見られなかった」ことなどの感想が寄せられていたという。また後にはアミューズメントマシンショー出場者ですら、「『スパルタンX』でヒロインが真のラスボスとして登場する」と毛利に語ったことがあるという。
『コロコロ創刊伝説』では、このような漫画を自由に描くことは現在ではどのメーカーからもまず許されない、何故どのメーカーからも許されていたのかは今となってはわからないとしながらも、当時の子供たちが「自分の遊んでいるゲームにはもっと秘密がある」と信じて夢中になったのは間違いないと評している。
お色気シーン
作中に登場する女性キャラクターのほぼ全員がミニスカートやショートパンツを着用している他、下着、水着、レオタードなどといった露出の激しい衣装で登場するシーンやパンチラシーンも非常に多いお色気要素が強い作品でもある。これは、当時のあさいがファミコン漫画を描くにもかかわらず、ファミコンが買えないほどの低収入だったため、エッチな同人誌を描いて収入の足しにしていた経験の影響である。こうしたお色気要素は連載が後半になるにつれて、ある程度控えめになっていった。ちなみに描いていた同人誌の題材には『魔法の天使クリィミーマミ』があった。あさいは本作の後、活動の場を青年誌や成年漫画に移し、本格的にお色気漫画を手掛ける事になる。
連載の経緯
『コロコロ創刊伝説』で語られた内容によると、当時ライバル誌の台頭でコロコロコミックの部数はピーク時の半分以下にまで落ち込んでいた事から「ただ面白いだけの雑誌」では売れないと判断した編集部はテコ入れを狙い、当時子供たちの間で広まりつつあったファミコンを「子供が大人に堂々と勝てる世界」として目を付けた。ゲーム好きの編集者の黒田治はゲーム繋がりで『ゲームセンターあらし』を連載中だったすがやを当たったものの、上述の通りで多忙だったため、当時アシスタントだったあさいを紹介された。しかしあさいはゲーム好きだがファミコンを持っていなかったため黒田に買って貰った。その後、最初のテーマである『F1レース』をやり込み、黒田から聞いた攻略法も盛り込んでネームを描いたものの「地味」「ゲームの説明にはなっても全然熱くない」と駄目出しされた。そこで現実には存在しない派手な創作技を「ゲームには出ていなくても漫画なら出せる」という黒田の案で盛り込む事になり、あさい自身はメーカーに怒られないかと危惧したが、黒田は「そこはなんとか任せなさい」と押し通したと言う。
当時は難易度の高いゲームが多く、本作は大抵「最終面で決着をつける」というストーリーだったため、あさいは連載の合間にゲームを進める地獄のような生活を送っていた。しかし登場したゲームの半分くらいは最終面まで進めなかったため妄想で描いていたことをあさい自身が明かしている。

## 登場人物

### 主人公とレギュラー登場人物
轟 勇気（とどろき ゆうき）
拳法道場の息子で、小学5年生。ニックネームは名字のトドロキから、「ファミコンロッキー」ないしは「ロッキー」。主に拳法で鍛えた反射神経を使うアクションゲームやシューティングゲームを得意とする。一方、パズルゲームやアドベンチャーゲームなどの頭を使うゲームは苦手でピンチに陥った事もある他、単行本の描き下ろし番外編では『麻雀』で舞子に手も足も出ず惨敗した。当初はファミコンの存在自体をよく知らない拳法少年だったが、小輪拳という拳法をアレンジしてゲームに応用した技「ゲーム拳」を多数編み出し、様々なファミコン大会でタイトルを取った。しかし、自身はファミコンを所有していないので、主にかおるの家で練習をしていた。基本的にどのゲームも初プレイでは下手だが飲み込みが早く、猛練習と研究の末に急激な上達を果たしている。口癖は「冗談じゃねえ！」で、どんなに過酷な状況に追い込まれてもその言葉通り決して諦めない不屈のファミ魂（こん）と、どれだけ卑怯な相手にも正々堂々の勝負を貫く姿勢を持つが、それ故に自分の身を顧みない事もしばしばで幾度となく命を危険に晒している。日常生活ではランドセルや手提げかばんなどを持たずに通学しており、教科書類は全てブックバンドで縛って持ち運んでいる。最後は国際ファミコン協会の日本代表に選出され、アメリカに旅立って行った。
芸夢 遊一郎（げいむ ゆういちろう）
芸夢財閥の息子で第一話の対戦相手。『F1レース』に隠された謎を暴くため街中のカセットを買い占めていた。勇気に敗れた後は一番の親友となり、ゲームに関する豊富な知識でブレイン役を務めるが、終盤の第3回ファミコン選手権では、芸夢家直伝の必殺技「真空波動撃ち」を引っ提げ、作中最後の対戦相手として立ちはだかった。
登場する家族は姉一人のみ。後述する「巨大コントローラと大型画面」は、彼がゲーム研究用に作らせたものである。
立花 かおる（たちばな かおる）
勇気の幼馴染の少女。世話女房タイプで、ファミコンを所持していない勇気に家で練習をさせたりしている。勇気と同じく小学5年生であるが巨乳でグラマラスなプロポーションの持ち主。当初はミニスカートを常用していたが、連載後期には極端に短いスカートは履かなくなっていった。実は祖父は立花財閥の総帥で彼女はその令嬢にあたるが、身分を隠していた（本人曰く「お金持ちなのはおじいちゃん。あたしには関係ない」）。父親は既に他界している。最終回では仲間に黙って旅立とうとする勇気を空港まで追いかけ、見送った。
星野 舞子（ほしの まいこ）
新体操の全日本ジュニアチャンピオン。当初は自分以上の注目を集める勇気を敵視していたが、彼の戦いぶりを見て改心。新体操の知識を活かしたアドバイスを勇気に何度か送る。着用しているヘアバンドは、実は筋肉保護用のリストバンド。かおると同様、巨乳の持ち主である。衣装持ちでもあり、レオタードのほか、海でもないのに服の下に黒ビキニを着込んできたり、勇気の家に泊まりに来たときはネグリジェを着ていた。かおると異なり、最後までミニスカートやショートパンツを貫いていた。

### ゲスト・ライバルキャラ
遊一郎の姉
序盤と終盤に登場。慢心する遊一郎のためにあえて勇気に『F1レース』の秘密を教え、最終回では大怪我をした勇気との戦いを躊躇う弟を叱咤した。実は作中で名前が全く明かされなかった。
ジョージ
舞子の新体操のコーチ。その正体は元アメリカ空軍のパイロットで「赤い稲妻」「死神」と恐れられていたジョージで、舞子の頼みで勇気と『ゼビウス』による勝負を行う。
ブラックマスク
各地のファミコン大会に乱入し、優勝者から商品を奪っていくマスク姿の二人組。その正体は双子の兄弟で、『F1レース』『ギャラクシアン』を使ったファミコンタッグ（一つのコントローラを二人で操作する変則試合）で勇気と遊一郎に挑戦する。
小森秀夫（こもり ひでお）
南町ファミコン大会で優勝するが、突然乱入したブラックマスクに『F1レース』で勝負を挑まれ蹴散らされる。その後の春休み南町大会で再び優勝するものの、乱入した偽ロッキーに『ウルトラマン』で勝負を挑まれ全く同じ展開を繰り返した悲劇のチャンプである。
三島和彦（みしま かずひこ）
年に何億という賞金を稼ぐファミプロ（ファミコンプロ）の関東トップ。勇気と模範試合をするが、妹の明美を何者かに誘拐され、試合で負けることと全日本ファミプロ選手権への出場辞退を強要される。連載終盤に再登場した頃には引退しており、国際ファミコン協会でとあるプロジェクトに参加していた。
矢田耕造（やた こうぞう）　
関西ファミプロのトップで事件を仕組んだ犯人。アジトに乗り込んだ勇気と『エキサイトバイク』の自作コースで勝負する。
三島明美（みしま あけみ）
和彦の妹。下着姿のまま誘拐されるが勇気に助けられ、勝負でも負傷した勇気をサポートする。
柳大介（やなぎ だいすけ）
遊一郎の別荘がある村の少年。時折別荘に忍び込み、勝手にファミコンを遊んではハイスコアを叩き出している。村で行われたファミコン24時間耐久戦で勇気と対戦（使用ソフトは『バンゲリングベイ』）。その後のファミコン鉄人レースや冒険島サバイバルなどで再登場する。
矢田の弟
逮捕されファミプロ界から永久追放された兄の復讐を果たすため、三島をひき逃げし入院先の病院に爆弾を仕掛けた。その在り処を改造した『スターフォース』に隠したため、勇気がこれに挑戦することに。
黒田（くろだ）
三島の入院した総合病院の院長。針治療を心得ており、負傷した勇気を助けた。この病院と院長は連載終盤に至るまで、その後も何度か再登場している。
加山光（かやま ひかる）
海辺にある浜町ホテルの息子。勇気を倒すためにゲーム大会を企画し「地獄の荒磯」と呼ばれる流れの激しい海で『ハイパーオリンピック』勝負を行う。
磯殺しの竜（いそごろしのりゅう）
町一番の船乗り。加山の船頭を務める。
民子（たみこ）
地元育ちの女の子。加山の横暴から勇気に助けられ、勝負では船頭を務める。
小林地獄団（しょうりんじごくだん）
ファミコン日本一決定戦の中国･四国地区代表。拳法家らしい見た目をしており、東京代表である勇気チームと『イーアルカンフー』で対決する。猛スピード攻撃で敵キャラクターを硬直状態にする「秘孔拳」を使う。
花のセーラーギャルズ（はなのセーラーギャルズ）
北海道地区代表。その名の通りセーラー服姿のお色気戦法を使うが、普段からかおるや舞子を見慣れている勇気には通じなかった（勝負に使ったソフトは『エレベーターアクション』）。
武田忍軍（たけだにんぐん）
中部地区代表の忍者軍団。使用ソフトは『忍者くん』で、手裏剣の発射音のリズムによって相手を催眠状態に陥れる。
マッド･ウォーリアーズ
鹿児島地区代表。その風貌は暴走族そのものだが『ロードファイター』では無敵技を使うといった知的な面も見せる。
サイボーグ
勇気をコピーして作られたサイボーグ。容姿と能力はオリジナルと全く同じだが機械であるため疲れを知らない。『スターフォース』決勝戦で引き分け、その後の再試合を戦うが、勇気の闘志についていけず故障する。
ファミコン協会会長
日本一決定戦を企画し、サイボーグを作った。
森田治（もりた おさむ）
荒削りだがゲームの素質のある少年。遊一郎は慢心した勇気を正すために彼を鍛え『スターフォース』の必殺技「ジムダ秘孔撃ち」を伝授。この技で勇気は一度倒されている。再試合の後、勇気とは親友になる。
車剛（くるま ごう）
同誌で連載中だった『ラジコンボーイ』の主人公。合作「ファミラジ大作戦」に登場し、ホビー・ウォーリアーズに対抗するため勇気に協力を求めた。
ホビー・ウォーリアーズ
極悪な手段で全国のホビーを潰しまわってきた集団。ラジコンに牙を剥き、ついにはファミコンにまで手を伸ばしてきた。ファミコンとラジコンを組み合わせた「ファイナル･ゲームレース」で5人の精鋭を送り込み勇気・剛に挑戦する。その黒幕は日本のホビーに人気を奪われた外国ホビーの関係者だった。
北野健太（きたの けんた）
ロッキーファンの少年。目の手術を怖がる彼を後押しするため、勇気は目隠しで『スターフォース』大会に挑む。
ポール・デイビット
外国人転校生で全米ジュニアボクシングのチャンピオン。ボクシングを応用した操作で『スパルタンX』勝負に挑む。必殺技は対戦相手を傷つける「真空ブーメランパンチ」。この勝負に登場したのが後述の「Xの謎」である。冒険島サバイバルなどで再登場。
五代響子（ごだい きょうこ）
ファミコン技師。組織に騙されて『チャレンジャー』の不正ソフト（無敵状態が終わらない）を作らされた。証拠となるソフトを持ち出しファミコン協会に駆け込もうとするが捕まる。ソフトはファミコン鉄人レース中のロッキーに託された。技術者ながら本作の女性キャラの例に漏れずミニスカートを履いている。
三鷹洋一郎（みたか よういちろう）
裏ファミコンの帝王と呼ばれているが、その正体は不正ソフトを作ろうとする組織の一員。鉄人レースに特別参加し、改造『チャレンジャー』で勇気と対決する。
中西（なかにし）
舞子のクラスの新任教師でファミコンクラブ顧問だが、その正体は学校側が雇った心理学者。攻略法や裏技といったファミコンの秘密を率先して子供たちに教えることにより、ファミコンへの興味を削ぐという計画を遂行していたが、勇気たちに気付かれ『チャレンジャー』による直接対決に。催眠術で舞子を操り、豊富な裏技知識で戦った。
新田明男（にった あきお）
前年の『F1レース』大会で勇気に破れ、再戦のために一年間特訓し、反射神経を磨いてきた青年。『マッハライダー』で勝負に挑む。
新田由加（にった ゆか）
明男の妹。優しい兄が変わったことで勇気を逆恨みし、暴漢を嗾けて勇気を妨害するが、その際のトラブルで負傷しそうになったところを勇気に助けられる。
立花真吾（たちばな しんご）
東都大学法学部二年生でかおるの従兄弟。かおるの家庭教師を頼まれており、勇気を遠ざけるために『バイナリィランド』勝負を行う。
兵頭俊彦（ひょうどう としひこ）
天才ギタリスト。『スターフォース』連射勝負で4秒遅れでスタートしながらも勇気と同時優勝するが、勇気も怪我をしていたため改めて『ツインビー』による勝負を挑む。32ビート＋二本指から繰り出す「百連打」が武器。
兵頭裕美（ひょうどう ひろみ）
俊彦の妹。兄との勝負に燃える勇気に惚れ込み同じクラスに転校してくる。準レギュラーとなるが影が薄く、そのことを単行本の描き下ろし番外編でもネタにされていた。
龍玄斎（りゅうげんさい）
伊賀忍者の末裔。先祖伝来の土地を守るための『忍者ハットリくん』勝負の助っ人を勇気に依頼する。
龍子（りゅうこ）
龍玄斎の孫娘。祖父と同じ伊賀の末裔。
赤しょう丸（せきしょうまる）
甲賀忍者の末裔。読心の術と鎖鎌で高得点を叩き出す。
剣一刀（つるぎ いっとう）
『ボンバーマン』で勇気に挑戦してきた黒蛇団（ブラックスネーク）の一人。勇気との勝負に取り付けるべくカセットを叩き割るなどの行為に出るが、しかしそれは勇気の実力を測るための芝居であり、黒蛇団と戦うために勇気たちに協力を求めた（割ったのはケースだけでロムは入っていなかった）。無駄の無い指捌きの「一刀流無双撃ち」が必殺技。その後も度々勇気と組んで大会に出場する。
黒岩（くろいわ）
中学生のファミコンレンタル組織・黒蛇団のボス。金銭によるレンタルに使うファミコンソフトを小学生たちから脅し取っていた。勇気・剣のコンビと『忍者ハットリくん』で勝負する。毒針や電源落しなどのプレイ妨害を使う。
赤目（あかめ）
黒蛇団の一員で黒岩とコンビを組んだ大男。
一条院晴彦（いちじょういん はるひこ）
西町ファミコン大会の『アーガス』でチャンピオンになった青年。強さの秘密は交通事故の影響で身に着けた予知能力にあったが、ロッキーはこれも実力の内として認め、あえて勝負する。使用ソフトは東町大会での『忍者ハットリくん』と後楽園の全日本チャンピオン決定戦での『スターソルジャー』。派手な外見だが貧乏アパート暮らしである。単行本第9巻に収録。
拳作（けんさく）
勇気の兄弟子にあたる青年で、小輪寺の僧。ゲーム拳の元となる小輪拳（しょうりんけん）を学んでいるため、勇気と同じゲーム拳を使いこなせる。拳の腕なら勇気を遥かに上回り、小輪寺の後継者でもあるのだが、当主は拳作を認めず勇気に寺を継がせようとする。それを不服として勇気と『スターソルジャー』で勝負する（小輪拳は私闘を禁じているため）。しかし勝負の末に敗れ、小輪拳の本質を改めて知った事で修行をやり直す。
勇気の祖父
小輪拳当主。後継ぎの拳作では不足として勇気に寺を継がせようとし、二人の『スターソルジャー』勝負を認める。真の意図は「力ではなく動きで敵を倒す」という小輪拳の本質を拳作に気付かせることであり、思い直した拳作を再び後継者として鍛え始める。その様子はかおるや舞子にも関心されたが、普段はスケベな老人である。
山崎新太郎（やまざき しんたろう）
芸夢財閥と双璧を成すJAC（大日本アミューズメントコンツェルン）の社長。会社の発展のためにファミコンチャンプの座を目指し、勇気と『スターソルジャー』で勝負。そのために勇気のブレインである遊一郎を洗脳し自軍に引き入れた。
山形熊五郎（やまがた くまごろう）
山田中学水泳部。遊一郎の別荘のある山（前述とは別の場所）の少年。川で溺れた妹共々勇気に助けられる。その後は全国キャラバンファミコン大会で勇気と『スターソルジャー』で対決。水泳を応用した2ビート豪打を使う。
列車ジャック犯
新幹線を制御するコンピュータをハッキングしてプログラムを操作。ひかり170号を暴走状態にする。その動機は「コンピュータを信頼しきってる連中にその恐ろしさを思い知らせたい」と言っているが、実際は自分が操作したコンピュータで何千人もの命を掛けた殺人ゲームをしたいという自己顕示のみ。改造した『がんばれゴエモン』に制御回復用のキーワードを隠したため、勇気がこれに挑戦する。実はゲームプログラムそのものまで改竄しており、ただクリアするだけではキーワードが手に入らなくしていたが勇気がイチかバチかで放ったゲーム拳でキーワードが暴かれた。
東野英一（ひがしの えいいち）
東町小野球部のエースで四番。天才肌だが慢心して練習不足となり『スーパーマリオブラザーズ2』に明け暮れる。腕の鈍りを見抜いた勇気と勝負するが引き分け、『スターソルジャー』で再勝負する。
岩太（がんた）
野球部のキャッチャーで勇気の同級生。英一を心配する。
風魔三兄弟（ふうまさんきょうだい）
手段を選ばない戦い方をするためファミコン協会から2年間の追放処分を受けていた。冒険島サバイバルチャンピオン大会に参加し、勇気を初めとするファミコン戦士たちを罠にはめた。『高橋名人の冒険島』では3人で一つのコントローラを操作。鞭を使った「風魔三紐撃打（ふうまさんちゅうげきだ）」が強力。
十兵衛（じゅうべえ）
ゲーム仙人の弟子。掟を破って勇気に挑戦するが連れ戻され『スーパーゼビウス ガンプの謎』で改めて勝負する。
ゲーム仙人（げーむせんにん）
妙義連山の奥に住む、あらゆるゲームを極めつくしたゲーム道の大長老にして日本のゲーム界の影の権力者。十兵衛に特別に許可を与え、勇気と勝負させる。
拉致犯人たち
ボスは眼鏡にスーツ姿の中年男性で、手下はサングラスの男ら数名。大阪で行われた『迷宮組曲』発表会に参加した勇気たちを襲って舞子を拉致、翌日に控えた新体操大会への出場を妨害しようとしていた。発表会の舞台である迷宮砦の最深部を隠れ家としており、『迷宮組曲』を仕込んだ7つの扉でその道を守っていた。その目的から新体操大会や選手の関係者ではないかと推測されたが「舞子が無事ならそれでよし」ということで明確な答えは出されなかった。単行本第9巻に収録。
矢沢とおる（やざわ とおる）
剣の親友。ゲームの神童と呼ばれていたが、一年前の大会での剣との決勝の最中、心臓発作を起こして倒れた。一年後の手術のためにゲームから遠ざかっていたが、成功率の低い手術を前に最後の記念としてファミコン東西大会・東側代表決定戦に臨んだ。轟・剣チームを相手に『スターフォース』『悪魔城ドラキュラ』『高橋名人の冒険島』を使った三本勝負を互角に戦い、プレーオフとして『迷宮組曲』8周勝負を自ら提案した。
矢沢ひろし（やざわ ひろし）
とおるの弟。東西大会では兄のパートナーとして出場し、とおる仕込みの堅実なテクニックを振るった。彼が学校のいじめっ子を見返すために協力を求めたことも、とおるが大会に出場した理由のひとつであった。
蛇島烈（へびじま れつ）
指を使った闇の拳法・万指拳の師範。全世界ファミコン選手権・日本代表決定戦の会場前で『迷宮組曲』を使い勇気に挑む。「万指拳棒術・回転斬馬」で重いボタンを連打する。
火川忍（ひかわ しのぶ）
万指拳王位。グローブに仕込んだ鉄鋲を飛ばし相手を妨害。そこから伸びた鉄糸による「くもの巣地獄」で『もえろツインビー』を操る。
皇大鬼（すめらぎ だいき）
万指拳総帥。バネで吊られた揺れるコントローラを巧みに操り『ドラえもん』で戦う。超高速で指を動かす「波動拳」が必殺技。
保美井遊之進（ほびい ゆうのしん）
全世界のホビーの最高権力者。暗黒魔王=ブラック・スルタンにさらわれた娘を救出するため全世界からファミコン戦士を集めた。
保美井令子（ほびい れいこ）
遊之進の娘。ブラックスルタンに誘拐される。
ハヤブサのジョー
アメリカ空軍パイロット。ブラックスルタンの攻撃で墜落しかけた旅客機を不時着させ、主にパワー方面で勇気たちを助ける。
リー
中国のファミコン戦士。乗っていた船をブラックスルタンに沈められ、妹を人質に取られる。｢中国拳法・必殺猛虎連撃｣を使う。
ミンミン
リーの妹。「中国拳法・胡蝶の舞い」が武器。
ドリーフィンク
ブラックスルタンの手下の一人（以下の3人も同様）。禿頭と髭面が特徴の男。毒針付きの『ドラえもん』カセットで剣を痺れさせた。
テリーフィンク
パーマ頭と髭面の男。カセットの毒針はアンテナになっており、影からリーの操作を乱して勝利する。
キラ・カーン
ミンミンと戦った中国人。念力でカセットをずらし『アルカノイド』のボールを無数に分裂させるが、交代した勇気の連打に打ち返される。
スーパースタロング
覆面レスラー風の男。登場シーンの1コマのみの登場。
ブラックスルタン
仮面とマント姿の暗黒魔王。ホビー界乗っ取りを企み遊之進の娘を誘拐するが、遊之進が引かなかったため強硬手段に出た。勇気と『ファミリースタジアム』で対戦。その正体はロボットだった。
雪女
雪山の鬼口岩（おにぐちいわ）に出現し、勇気たちを氷の世界に引き込んだ。『もえろツインビー』『スーパースターフォース』『ドラえもん』のファミコンソフトを出現させ勇気と対決。凍結攻撃やブリザードを使う。その存在が夢か現実かは不明。単行本第9巻に収録。
南野たけし（みなみの たけし）
かおるの盗撮写真を盾に勇気に挑戦状を叩きつけてきた少年。『たけしの挑戦状』とそれを再現した「たけし城」を使って勝負した。単行本第9巻に収録。
曽太万太郎（そふと まんたろう）
南町からの転校生。勇気の覆面とロッキーと同等の必殺技を苦も無く使えるパワードスーツによって偽ロッキーを演じ、本物の失墜を狙うが発覚、『新人類』による直接対決を行う。
校長
勇気たちの通う小学校の校長。南町ファミコン大会でロッキー（偽）が起こした襲撃事件への罰として勇気に停学処分を言い渡し、さらにその頭髪を丸刈りしてハゲ頭にする。
立花権蔵（たちばな ごんぞう）
かおるの祖父で立花財閥の総帥。家宝であり息子たちの財産争いの元である的中率99%のタロットカードを『グーニーズ2』を模した屋敷に隠し、その発見と処分を勇気に託す。名前は雑誌掲載時のあらすじ紹介に掲載されている。
立花真一郎（たちばな しんいちろう）
かおるの父親で故人。タロットが原因で命を落としたと言われている。作中に顔は出ない。
かおるの叔父、叔母
叔父二人に叔母一人。真一郎の弟たちで財閥総帥の座とその証であるタロットを狙っている。
火見子（ひみこ）
かおるのいとこで容姿はかおるに瓜二つ。かおると入れ替わって勇気に近づき、家宝の横取りを狙っていたが、勇気は彼女が自分を「くん」付けで呼んだ時点でその正体を見抜いていた（かおるは勇気を呼び捨てにするため）。
ゲーム魔人（ゲームまじん）
影のファミコンチャンピオン。ヨーヨー使いの妨害担当とプレイ担当の大男の二人組。グーニーズ屋敷を作るのに力を貸したが、かおるとタロットを奪い魔界島に逃亡。島の名の通り『魔界島』で勇気に挑戦する。
佐藤章（さとう あきら）
勇気が欠場した東町ファミコン大会での優勝者。ロングカットで小さく描かれていたため容姿は不明。
ジム・ランドー
国際ファミコン協会アメリカ代表。勇気の実力を確かめに来日しファミコン選手権に出場。グリーンベレー特製のヨーヨーを使い『ヘクター87』で戦う。ゲスト・ライバルキャラとしては最後の相手。

## 巨大コントローラと大型ゲーム画面
本作を代表するアイテム。遊一郎が作らせた物だが作中では大小様々な大会から屋内外、野試合に至るまで各所に登場する。
ゲーム画面用モニターは映画のスクリーンのように巨大で、その迫力と音響は通常のテレビとは格違い。コントローラは机サイズの固定式で各ボタンも手のひら大の大きさをしており、立った状態で操作する。カセット差込口や通常の2P用コントローラが付属したり、十字キーがジョイスティックに変更されている場合もある。

## ゲーム拳
轟勇気が自家に伝わる拳法を元に編み出した技。五十連打や阿修羅乱れ打ちのように猛特訓の末に編み出したものがある一方で、陽明激針打ちや千丈落下超速打ちのようにゲーム中に即興的に編み出したものも少なくない。
主なゲーム拳は以下の通り。
五十連打（ごじゅうれんだ）
1秒間にボタンを50回連打する技。後述の「F1レース」のオーバーマッハの謎を解くために身につけ、以後勇気の基本の必殺技となる。常人にはおおよそ不可能な連打数のため、結果としてさまざまなバグを誘発することがある。また作中の裏技は発生や攻略に、これくらいの連打を前提とする難易度のものも多い。しかし周囲への衝撃も大きいため、不安定な場所では使い辛いという欠点がある。派生技に「虎脚五十連打（こきゃくごじゅうれんだ）」「旋風五十連打（せんぷうごじゅうれんだ）」、そして後述の「超速衝撃連打（スーパーインパルスアタック）」などがある。当初は勇気の専用技だったが、他の人物も同じ技や発展技を使う事もあり、終盤には遊一郎も会得している。
阿修羅乱れ打ち（あしゅらみだれうち）
高速でボタンを打つことによって手が何本にも見える技。
陽明激針打ち（ようめいげきしんうち）
ゲーム中にハリ治療を施してもらった際に思いついた技。腕にハリを打たれた際の痙攣を利用して連射する。
十字キー四方乱れ打ち（じゅうじキーしほうみだれうち）
コントローラの十字（カーソル）キーを上下左右不規則に連続した超速で叩き、画面上の自機を回転させてゲーム上で竜巻を起こす荒業。
超速衝撃連打（スーパーインパルスアタック）
五十連打の派生技。ボタンに触れる寸前のところで五十連打を繰り出すことにより、ボタンと指の間に衝撃波が生じ、秒間数百回以上の連打を繰り出すことができる。血が目に入り、片目が見えずボタンとの距離が掴めない状態で五十連打を繰り出したことがきっかけで生まれた技。
真空波動撃ち（しんくうはどううち）
この技のみ芸夢家直伝のゲーム拳で、遊一郎が会得した。コントローラーの上で腕を見えなくなるほど猛回転させて空気の渦を作り出し、その力で連射を行う。しかしやり過ぎるとかまいたちによって腕が切り裂かれるという危険性も孕む。

## 作中で取り上げられたゲーム作品
- F1レース（任天堂）
- ゼビウス（ナムコ）
- ギャラクシアン（ナムコ）
- エキサイトバイク（任天堂）
- バンゲリングベイ（ハドソン）
- スターフォース（ハドソン）
- ハイパーオリンピック（コナミ）
- イーアルカンフー（コナミ）
- エレベーターアクション（タイトー）
- 忍者くん（ジャレコ）
- ロードファイター（コナミ）
- フロントライン（タイトー）
- ジッピーレース（アイレム）
- スパルタンX（アイレム・任天堂）
- プーヤン（ハドソン）
- シティコネクション（ジャレコ）
- スーパーマリオブラザーズ（任天堂）
- ドルアーガの塔（ナムコ）
- チャレンジャー（ハドソン）
- マッハライダー（任天堂）
- バイナリィランド（ハドソン）
- ツインビー（コナミ）
- 忍者ハットリくん（ハドソン）
- ボンバーマン（ハドソン）
- アーガス（ジャレコ）
- スターソルジャー（ハドソン）
- 麻雀（任天堂）
- がんばれゴエモン!からくり道中（コナミ）
- じゃじゃ丸の大冒険（ジャレコ）
- ワルキューレの冒険 時の鍵伝説（ナムコ）
- 高橋名人の冒険島（ハドソン）
- スーパーゼビウス ガンプの謎（ナムコ）
- 悪魔城ドラキュラ（コナミ）
- 迷宮組曲 ミロンの大冒険（ハドソン）
- もえろツインビー シナモン博士を救え!（コナミ）
- ドラえもん（ハドソン）
- アルカノイド（タイトー）
- プロ野球ファミリースタジアム（ナムコ）
- スーパースターフォース 時空暦の秘密（テクモ）
- ウルトラマン 怪獣帝国の逆襲（バンダイ）
- 新人類（リコーエレメックス）
- グーニーズ2 フラッテリー最後の挑戦（コナミ）
- 魔界島 七つの島大冒険（カプコン）
- ヘクター'87（ハドソン）
- たけしの挑戦状（タイトー）
- スーパーマリオブラザーズ2（任天堂）

## 架空の裏技・アイテム・現象など
ストーリーの流れとして、勇気がピンチに陥りながらも、ゲームに隠された高難度な裏技や現象を見つけて必殺技を使い大逆転勝利するという流れが多く、実際のゲームでは再現不可能な裏技などが多数登場した（カッコ内は使用されたファミコンゲームの名前）。ただし、『チャレンジャー』1面のドン・ワルドラドに12発撃ち込むと最終面にワープできるという、真偽が怪しく見えながら実際に可能なものも含まれている。
オーバーマッハ（F1レース）
アクセルボタンを1秒間に50回以上叩くことでマッハを超えるスピードを出すことができる。
ジムダ秘孔打ち（スターフォース）
4発あてないと壊せないはずのジムダステギ（地上の構造物）の特殊な場所を狙うと1発で壊せる。
暗黒地帯の黄金（スターフォース）
クレオパトラのそばにある暗黒地帯を撃つと、黄金のピラミッドが出現。ピラミッド自体は破壊不可だが、クレオパトラから放たれる光が当たって影が伸び、その影の先端を撃つと真の究極ボーナスアイテムを獲得する。
幻の閃光・魔の二千機攻撃（ゼビウス）
1000万点を超えると画面が強力な閃光（フラッシュ）を放つ。フラッシュが収まった後、画面を埋め尽くす形で総攻撃を仕掛けてくる。
ブラスター・ザッパー・バリア（ゼビウス）
自機・ソルバルウの兵装であるブラスターとザッパーを同時連続掃射することで機体周囲にバリアが張られ、無敵モードに突入する。上記魔の二千機攻撃をクリアする唯一の方法。
Xの謎（スパルタンX）
「X」がアルファベット順で24番目であることにちなみ、24周（5階で1周）クリアすると、囚われのヒロインのはずのシルビアが「真のミスターX」として主人公・トーマスに襲いかかってくる。通常エンディングと見せかけて不意打ちしてくる上、不意打ちをかわしてまともに戦っても通常のミスターXよりはるかに強い。
魔の海域の最終兵器（バンゲリングベイ）
ゲーム内に自機コントロール不能領域「バミューダトライアングル」が存在する。その中央部で自機を旋回させて竜巻を巻き起こすとバンゲリング帝国皇帝の顔を模した最終兵器が現れ、これを倒すと最大最高点9999999（全位9）点が出て帝国が水没・滅亡する。
光るスーパーチャレンジャー（チャレンジャー）
パワーソードとパワージュエルを大量に獲得するとチャレンジャーが光り、その状態でアリ地獄に飲まれると最終面にワープする。
スリップストリーム（マッハライダー）
ライダー、敵車問わず、他車の真後ろに付くとスリップストリームを起こして前の車に引っ張られる。高速の紫の車に付けば一気にゴール可能。
青ベル連続取得による超スピードアップ（ツインビー）
スピードアップアイテムである青ベルを取り続けることによりゲームの仕様から考えてありえないほどスピードアップし、画面下を左右高速往復した状態で連打することにより画面上に出現したベルを撃ち続け、全て高得点キャラのBeeに変え連続で打ち落とす。数分経たない間にハイスコアを叩き出す。
スプレーに包まれるグリン（バイナリィランド）
十字キーを高速で叩く事によりグリンがスプレーに包まれ、レンガをすり抜けてワープしていく。
巨大ハットリくん（忍者ハットリくん）
100グレード（100週目）のエリア16で、点在する黒い穴に向けて手裏剣を連射すると、その横の柱が壊れてハットリくんが吸い込まれ、別の穴から巨大化して登場。来襲する敵の大群を倒すと100万点以上の大ボーナスが入る。
3つ目のデライラ（スターソルジャー）
隠しキャラのまっとうくじらを出現した後、そこに連射し続けると画面がぼやけていく。それでも連射し続けると画面が元のピントを取り戻すが、2個並んでいるはずのデライラが3個並んでいて、3個同時に破壊すると100万点のボーナスが入る。
地下通路でワープ（がんばれゴエモン）
スピードとジャンプ力をアップさせるアイテム「ひょっとこ」は最大3個分までしか効果を発揮しないが、これを100個集めるとスピードもジャンプも突然の超パワーアップを起こし、地下通路の壁を次々飛び越え、先の面へとワープすることができる。
宝を横取りする老人を倒す（たけしの挑戦状）
宝の地図をくれる老人を倒さずゲームを進めると最後の宝を横取りされるが、天井にジャンプ頭突きを繰り返すと落盤を起こして老人を倒せる。